# Bataille de Goa (1638)
Guerre néerlando-portugaise
La Bataille de Goa fait référence à une série d'engagements navals entre l'Armada portugaise et les flottes de la Compagnie néerlandaise des Indes orientales tentant de bloquer et de conquérir la ville de Goa. 
En 1638, les forces commandées par le vice-roi de l'Inde portugaise, D. Pedro da Silva et plus tard António Teles de Meneses, combattirent une importante flotte hollandaise envoyée pour bloquer la colonie portuaire de Goa, commandée par l'amiral Adam Westerwolt, qui a été sévèrement battu lors de cette rencontre. Durant l'année suivante, 1639, l'amiral hollandais Cornelis Simonsz van der Veere mènera un nouveau raid sur le port de Goa.